# Alclofenac
Alclofenac là một thuốc chống viêm non-steroid.
Biệt dược: Mervan, Neoston, Prinalgin, Reufenac. Chế phẩm viên nén hoặc nang trụ 250 và 500 mg. Liều giảm đau: 500 mg mỗi 4-6 giờ; chống viêm: ngày 3 lần x 1g.